# Чувашский государственный академический ансамбль песни и танца
Чувашский государственный академический ансамбль песни и танца — художественный коллектив, созданный в 1924 году как Чувашский национальный хор. В 1939 году преобразован в Чувашский государственный ансамбль песни и пляски. В 1994 году ему присвоено звание «академический».
Является старейшим действующим профессиональным музыкальным коллективом Российской Федерации (ранее — СССР).

## История

### Чувашский национальный хор
Коллектив был создан в 1924 году основоположниками чувашской профессиональной музыки композиторами и хоровыми дирижерами Ф. П. Павловым (1892—1931) и В. П. Воробьевым (1887—1954), как Чувашский национальный хор.
С первых лет создания коллектива его руководители начали собирать, обрабатывать народные песни с целью показа их широкой общественности как в Чувашии, так и по всей стране. В 1920-х годах хор гастролировал в Москве, Ленинграде, Горьком. Музыкальная критика того времени отмечала не только этнографический интерес выступлений, но и высокую исполнительскую культуру.
В 1930-е годы хор стал лауреатом Всесоюзной хоровой олимпиады народов СССР, был награждён премией Всесоюзного радиофестиваля и выступал в Кремле. В эти годы в репертуаре росла доля классической и современной музыки, а также музыки народов СССР.

### Ансамбль песни и танца
В конце 1930-х годов по всему СССР начали создаваться ансамбли песни и пляски, как синтетический жанр, где равноправно сочетались бы песни, пляски, инструментальная игра и костюмы. В 1939 году хор был также преобразован в Чувашский государственный ансамбль песни и пляски. Его первым художественным руководителем стал композитор и дирижер А. Г. Орлов-Шузьм (1914—1996). Под его руководством ансамбль выступал в Москве на Смотре ансамблей музыки и танца народов РСФСР. Вскоре ансамбль возглавил дирижер С. А. Казачков (1909—2005).
Ансамбль регулярно гастролировал. Гастрольная деятельность не прекращалась и во время Великой Отечественной войны — так, зимой 1943 года в течение трёх месяцев он пребывал в действующих частях Брянского и Калининского фронтов.

### Послевоенные годы
Послевоенное десятилетие связано с расцветом творческой деятельности композиторов и хоровых дирижеров Ф. М. Лукина (1913—1994) и Г. С. Лебедева (1913—1980), хореографов А. К. Погребного (1918—1989) и Д. О. Бахарева (1926—1997).
В 1960-е годы художественным руководителем и дирижёром ансамбля был Б. А. Резников (1922—1988), балетмейстером — Л. П. Мошевич (род. 1933). В эти годы ансамбль — неизменный участник мероприятий, проводимых правительством Чувашской АССР в других республиках и областях СССР, Москве и Ленинграде.
Первые зарубежные гастроли прошли в 1983 году в Италии. В наше время ансамбль регулярно гастролирует за рубежом. Выступал в более чем 20 странах Европы, Азии, Африки и Америки, участвовал в более 70 международных фольклорных фестивалях.

Поистине с ошеломляющим успехом дебютировала в «Театро Национале» Милана чувашская советская труппа, впервые находящаяся на Западе. Ансамбль песни и танца из маленькой, совсем незнакомой республики сумел покорить публику мастерством и гармонией. Группа певцов, танцоров и музыкантов знакомит со своеобразным народным творчеством своей родной Чувашии.— «Коррьера дела сера», Италия, 1983 год.

Выступление ансамбля радует глаз и ласкает слух. Гвоздём программы стала фольклорная группа из Чувашской АССР со своими красочными нарядами, выступление которой стало особым событием для многих эрфуртцев.— «Дас Фольк», ГДР, 1985 год.

Настоящий фурор произвел вокально-танцевальный ансамбль Чувашии. Выступление ансамбля сопровождалось постоянными овациями восхищенных зрителей и аплодисментами в такт музыке.— «Глос великопольски», Польша, 1989 год.

Поставленные голоса, стройные фигуры, прекрасные костюмы. Но это еще не все. Труппа из Чебоксар излучала тот блеск, которым была захвачена публика. В зале им. К. Ротмана были не только аплодисменты, но и «овации стоя».— «Хайдельбергер Нахрихтен», ФРГ, 1991 год.

### После 1991
Дальнейшая деятельность ансамбля связаны с именами художественного руководителя Ю. В. Васильева, хореографов А. В. Ангарова (1946—2005) и Л. Н. Няниной, хормейстера Г. Д. Егорова (1946—1993), руководителя инструментальной группы В. П. Сизова (1946—2008).
В 1994 году гастролировал в Бельгии. 

Ансамбль сразу же покорил своей изумительной хореографией, красотой своих национальных костюмов с изумительной вышивкой, исключительной музыкой, сопровождаемой разнообразными национальными инструментами, а также своей акробатикой.— «Провинция», Бельгия, 1994 год.

Многочисленная публика не могла не радоваться спектаклю, поставленному на высшем уровне. Чувашский ансамбль из России завоевал сердца присутствующих. Танцоры и танцовщицы очаровали своей красотой и нежностью, своими акробатическими выступлениями, которые затем превратились в эйфорию. Песни же просто изумили. Выступление этой группы оставило незабываемое впечатление.— «Курьер», Франция, 1994 год.
В 1995 был на гастролях во Франции.

Ансамбль произвел фурор и сцена до сих пор «дрожит». Народные песни и танцы, дьявольские и ностальгические, были поданы с богатой палитрой красок и изобилием вышивок. Очень профессиональная группа, чистейшие голоса, хореография отточена до миллиметра, роскошные костюмы.— «Эхо Лисс», Франция, 1995 год.
Директор Якупов Алмаз Тафилевич. Директор с 23 апреля 2020 г. Кузнецов Сергей Валерианович.

## Репертуар
В репертуар ансамбля входят песни, игровые сцены, оркестровые пьесы, вокально-хореографические сюиты.
Ю. Васильев, А. Ангарова и В. Сизов вместе создали концертные программы, объединяющие фольклор со сценическим искусством своего времени («Приезжайте в гости к нам», «Чувашия — песнь моя», «Ода Родине», «Величальная Победе», «Родные просторы», «Чувашские просторы», «Нам — 70», «Золотая осень», «Мир прекрасен друзьями», «Наша опора — отчий дом» и др.).
В дальнейшем Ю. Васильев, Л. Нянина, руководитель инструментальной группы Ю. Романько, художники Л. Вдовичева, В. Федоров и Н. Ильина, подготовили программы «Вечерний привет», «Песни любви», «Песни войны», «На страже Отчизны», «Краса молодости», «Край чувашский, край наш милый», «Родные поля», «Крылатые песни», «Песни с родины Константина Иванова», «Победе — 70 лет».
Проекты «Обрядовая праздничная мозаика» (2008), «Старинные танцы чувашского народа» (2011), «Река времени» (2014) получили грант главы Чувашской Республики.
Среди исполняемых произведений современными чувашских композиторов — партитуры А. Васильева (кантаты «Обретение родины», «Будь весенним днем», «Проживем в дружбе», циклы «Без тебя песнь моя печальна», «Всходит солнце», «Душа моя испепелилась», «Без матери опустел мир», «Внимай сердцем», концерт «Прощание с отцом»), Л. Чекушкиной (циклы «Три хора», «В стране предков», «Сурхури», «Собрались мы за столом»), Ю. Григорьева (сюиты «Костер и солнце», «Не грусти», «В тени сирени», «Чебоксарский сувенир»), А. Осипова (сюиты «Чебоксарские улицы», «Свадьба в Слакбашах»), Л.Быренковой (цикл «Черемшанские мотивы»), О. Трифонова (цикл «Четыре обработки чувашских народных песен», сюита «Чуклеме. Родовое богослужение»).
Были подготовлены программы к 100-летним юбилеям бывших художественных руководителей, дирижеров и композиторов Ф. П. Павлова, В. П. Воробьева, С. М. Максимова, Ф. М. Лукина, Г. С. Лебедева, А. Г. Орлова-Шузьма, а также монографические концерты из произведений А. В. Асламаса, И. Г. Аршинова, О. Я. Агаковой, С. В. Азамат, Н. М. Андреева, Ю. Д. Кудакова, А. А. Осипова.
Коллектив систематически записывается на Чувашском радио и ТВ, выпускает грампластинки, СD и DVD.

## Признание и награды
- Ансамбль является лауреатом Всесоюзных и Всероссийских смотров,
- Государственная премия Чувашской АССР им. К. В. Иванова
- В 1994 году ансамблю присвоено звание «академический».
- В 2009 году он был отмечен почётной грамотой Чувашской Республики.